# Jikandia: The Timeless Land
Jikandia: The Timeless Land (ジカンデファンタジア Jikan De Fantasia?) es un videojuego de rol de acción desarrollado por Opus Studio Inc. e Idea Factory para la PlayStation Portable. Fue publicado en Japón por Idea Factory el 8 de julio de 2010, y en América del Norte por Aksys Games el 15 de marzo de 2011.
El juego le pide a los jugadores que reúnan a sus compañeros de escuela y luchen contra el mal de la tierra en el reino de fantasía de Jikandia a través de una serie de mazmorras generadas por procedimientos. El juego presentaba un concepto de juego novedoso que permitía al jugador establecer el límite de tiempo para su experiencia en una mazmorra, que oscilaba entre 3 y 30 minutos; los períodos de tiempo más largos significan que el jugador puede obtener mejores recompensas, pero correr más riesgos. La recepción crítica de Jikandia fue mixta; los revisores generalmente creían que no era tan bueno como el juego anterior del desarrollador, Half-Minute Hero, y que solo los fanáticos del género probablemente lo disfrutarían.

## Modo de juego
El juego sigue a un grupo de nueve compañeros de escuela, que son teletransportados al reino de «Jikandia» y deben luchar contra el mal de la tierra. Al ser teletransportados, los amigos se separan y depende del jugador reunirlos y derrotar a los enemigos. El jugador ingresa repetidamente a mazmorras generadas por procedimientos donde debe establecer un límite de tiempo para sí mismo (que va de 3 a 30 minutos) que decide el nivel de recompensas que puede recibir. Cuanto más tiempo permanezca un jugador en una mazmorra (y sobreviva a la experiencia), mejores serán las recompensas que podrá ganar. Cada mazmorra que el jugador supera gana un nuevo amigo que puede luchar con el jugador principal; después de rescatarlos, el jugador puede traer hasta dos de estos amigos para luchar con ellos en futuras mazmorras. Cada amigo tiene diferentes fortalezas y debilidades, introduciendo decisiones estratégicas que el jugador debe considerar.

## Desarrollo
Idea Factory se puso en contacto con Opus Studio para desarrollar un juego debido a su experiencia con Half-Minute Hero, y Opus estaba interesado en crear un juego que pudiera terminarse en el tiempo de un viaje normal en un tren de cercanías japonés. Opus notó que había una tendencia de videojuegos de desplazamiento lateral como Shadow Complex y Bionic Commando que los ayudó a decidir el género del título; Idea Factory fue un apoyo porque estaba fuera de los géneros normales que publicaban (juegos de rol tácticos y juegos dirigidos a mujeres) y representaba una oportunidad para aumentar su base de clientes. Opus incluyó la mecánica de límite de tiempo personalizable del juego para tratar de brindar incentivos y desventajas claros a los jugadores durante el tiempo que seleccionaron para un nivel en particular.
Se observó que Jikandia usaba una mecánica de temporizador similar a Half-Minute Hero. Los desarrolladores del estudio respondieron que creían que el tiempo era «importante para todos» y «un tema divertido» al explicar por qué sus juegos lo presentaban como una parte importante del juego, y también afirmaron que deseaban que su propio desarrollo se mantuviera dentro del plazo establecido para ello.

## Recepción
El juego recibió una puntuación total de 60/100 en Metacritic, lo que indica críticas mixtas o promedio. Daemon Hatfield de IGN calificó el juego con 5.5/10 y dijo que «nos da el control de cuánto tiempo lleva completar un nivel, pero no nos da una razón para quedarnos más tiempo del necesario». Joe Czop de RPGFan lo calificó con 68/100, diciendo que solo lo recomendaría a los «fanáticos más rabiosos del subgénero de los juegos de rol de parodia con giros experimentales», y comparándolo desfavorablemente con Half-Minute Hero.
Heidi Kemps de GamesRadar+ calificó a Jikandia con 3/5 estrellas, sintiendo que estaba «destinado a pasar una eternidad como un título muy atractivo para un nicho» debido a su mecánica de tiempo defectuosa. Jason Cipriano de MTV emitió una nota más positiva, elogiando la mecánica de tiempo novedosa del juego y su combinación de formatos antiguos y nuevos, al tiempo que criticaba los elementos de la historia del juego difíciles de leer y, en ocasiones, es difícil seguir los caminos a seguir. Jenni Lada de Siliconera elogió a Jikandia en una vista previa, calificándolo de intrigante y su guion inteligente y divertido, pero criticó su cuadro de texto por moverse demasiado lento y hacer que sea demasiado fácil pasar por alto el diálogo.